# راننده بزرگ
راننده بزرگ رمانی از نویسنده آمریکایی استیون کینگ است که در مجموعه او تاریک کامل، بدون ستاره (۲۰۱۰) منتشر شده‌است. گزیده‌ای در شماره ۱۲ نوامبر ۲۰۱۰ اینترتینمنت ویکلی منتشر شد.

## خلاصه داستان
تس یک نویسنده معمایی دنج است که در کتابخانه ای در چیکوپی، ماساچوست صحبت می‌کند. پس از این رویداد، کتابداری که او را دعوت کرده بود، رامونا نورویل، به تس می‌گوید که از بین ایالتی ۸۴ دوری کند. او به تس مسیرهای رسیدن به جاده استگ را می‌دهد، میانبر احتمالاً ایمن تر به خانه تس در کانکتیکات. با این حال، در میان‌بر، پریوس تس روی تکه‌های چوب میخ‌کوبی شده که در سراسر جاده قرار دارند می‌غلتد و لاستیک پنچری به او می‌دهد. این حادثه توسط یک پمپ بنزین متروکه اسو اتفاق می‌افتد.